# 18 ventôse
18 pluviôse 18 germinal
L'octidi 18 ventôse, officiellement dénommé jour du mouron, est le 168e jour de l'année du calendrier républicain.
C'était généralement le 8e jour du mois de mars dans le calendrier grégorien.